# Le Danseur de jazz
Le Danseur de jazz (El negro que tenia el alma blanca) est un film franco-espagnol réalisé par Benito Perojo, sorti en 1927.
Ce film a lancé la carrière de Conchita Piquier.
La traduction française du titre fait référence au film Le Chanteur de jazz (1927), premier film parlant de l'histoire du cinéma sorti la même année.

## Synopsis
Le Danseur de jazz conte l'histoire d'amour impossible entre une jeune femme blanche et un danseur noir. L'histoire se déroule dans l'univers du music-hall sur les rythmes du ragtime.

## Fiche technique
- Titre : Le Danseur de jazz
- Titre original : El negro que tenía el alma blanca
- Scénario : Benito Perojo, d'après le roman d'Alberto Insúa
- Réalisation : Benito Perojo
- Production : Goya Films
- Prise de vue et photographie : Georges Asselin
- Décors : Pierre Schildknecht
- Pays d'origine :  France /  Espagne
- Année de production : 1927
- Couleur : noir et blanc
- Langue : film muet
- Durée : 88 minutes[2] ou 76 minutes[3]

## Distribution
- Raymond de Sarka
- Conchita Piquier
- Valentin Parera
- Joaquim Carrasco
- Andrew Engelman
- Marguerite de Morlaye
- Yvonne Pontrianne

## Vidéothèque
- Le Danseur de jazz, Lobster Films, 2016, DVD collection Retour de flamme (films + bonus).